# Liste des motos Triumph
Ceci est une liste de motos produites sous la marque Triumph par la société d'origine, Triumph Engineering Co Ltd, ses incarnations ultérieures et par l'actuelle Triumph Motorcycles Ltd.

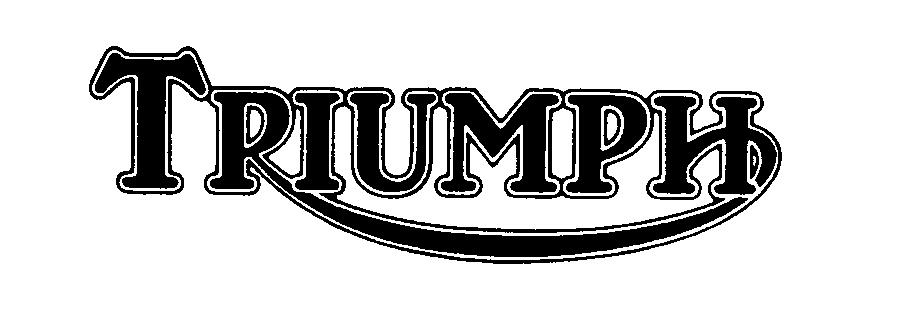
Logo originel

## Triumph Engineering Co Ltd
Établi à Meriden, West Midlands, Royaume-Uni, 1902-1983.

### Avant guerre
| Modèle                            | Moteur           | Années                  | Remarques |
| --------------------------------- | ---------------- | ----------------------- | --- |
| Premier modèle                    |                  | 1902 - 1904             | Moteurs Minerva, JAP et Fafnir d'occasion |
| Deuxième modèle                   | 3 ch             | 1905                    | Triumph utilise son propre moteur pour la première fois, 250 exemplaires fabriqués                                                                                |
| Modèle                            | 474 cm3          | 1908 - 1909             | Production jusqu'à 3 000 exemplaires en 1909 |
| Modèle Roadster                   |                  | 1910 - 1913             | Une seule vitesse, embrayage de moyeu arrière facultatif comme modèle sans moteur                                                                                 |
| Modèle C                          | 550 cm3          | 1913 - 1914             | Moyeu de roue arrière Sturmey Archer à trois vitesses |
| Modèle TT                         | 500 cm3          | 1909 - 1914             | Empattement court et pas de pédale. Types, D, F et K |
| Modèle H                          | 550 cm3          | 1915 - 1926             | Équipé d'une boîte de vitesses Sturmey Archer à trois vitesses |
| Modèle SD                         | 550 cm3          | 1920 - 1926             | La SD (Spring Drive) SV, boîte de vitesses Triumph à trois vitesses                                                                                               |
| Modèle R                          | 500 cm3          | 1921 - 1926             | Conçu par Harry Ricardo. OHV 4 soupapes en tête |
| Modèle P                          | 500 cm3          | 1925 - 1926             | Vendue au prix de £ 42.17.6[Combien ?] |
| XO                                | 150 cm3 OHV      | 1933                    | |
| 2/1 et 2 / L1 (poids léger)       | 250 cm3 OHV mono | 1934 - 1936             | |
| 6/1                               | 650 cm3          | 1933 - 1935             | Bicylindre en ligne précédent les Turner Twins et mis au rebut lorsque Turner est arrivé, la conception a ensuite refait surface, modifiée, comme sur la BSA A10. |
| 2H, 2H, 3S, 3SC, 3SE, 3H, 5H, 6S, |                  | 1937 - 1940             | |
| Tiger 70                          | 249 cm3 OHV mono | 1937 - 1940             | |
| Tiger 80                          | 349 cm3 OHV mono | 1937 - 1940             | |
| Tiger 90                          | 497 cm3 OHV mono | 1937 - 1940             | |
| 5T Speed Twin                     | 498 cm3 OHV      | 1937 - 1940 1946 - 1958 | Bicylindre en ligne |
| Tiger 100                         | 498 cm3 OHV      | 1938 - 1940 1946 - 1959 | |
| 2HC                               | 250 cm3 OHV      | 1938 - 1939             | C signifie allumage par bobine (coil) |

### Après guerre
| Modèle                          | Moteur                | Années                 | Notes |
| ------------------------------- | --------------------- | ---------------------- | --- |
| Grand Prix 500 cm3 OHV          | 500 cm3               | 1947 - 1949            | Utilise un moteur fixe tout alliage, conçu pour alimenter des générateurs militaires pendant la guerre. |
| TR5 Trophy                      | 500 cm3               | 1949 - 1958            | Moto de compétition vainqueur du trophée ISDT quatre ans de suite |
| TRW500                          | 500 cm3               | 1950 - 1964            | Moto de production militaire de valve latérale |
| 6T Thunderbird                  | 650 cm3               |                        | Bicylindre en ligne |
| 3TA ou Twenty One               | 350 cm3               | 1957 - 1966            | Première machine de construction unit 350 cm3 (21 ci) et début de la bathtub. Système électrique avec alternateur |
| 5TA ou Speed Twin               | 500 cm3               | 1957 - 1966            | Première machine de construction unit 500 cm3. Système électrique avec alternateur. |
| T90                             | 350 cm3               | 1963 - 1969            | Tiger 90, version sportive de la 3TA (carburateur simple). (Nota : il y avait eu un Tiger 90 antérieur 500 cm3 en 1937). |
| T100                            | 500 cm3               | 1959                   | Version sportive de la 5T Speed Twin |
| T100A                           | 500 cm3               | 1960 - 1961            | Version sportive de la 5T, premier Tiger avec construction unit, carrosserie arrière «bathtub» |
| T100SS                          | 500 cm3               | 1962 - 1968            | Version sportive de la 5TA |
| T100S Tiger Sports              | 500 cm3               |                        | |
| T100R Daytona                   | 500 cm3               | 1966 - 1974            | Version routière du jumeau de course. Construit en réponse au Black Bomber de 400 cm3 de Honda. Testé à plus de 177 km/h, elle a dépassé les 241 km/h en course.                                                                |
| T110 Tiger                      | 650 cm3               |                        | Modèle sportif capable d'atteindre 177 km/h |
| TR5T Adventurer/Trophy Trail    | 500 cm3               | 1972 - 1974            | Style tout-terrain |
| TR25W Trophy 250                | 250 cm3               | 1968 - 1970            | Moteur monocylindre basé sur la BSA B25 Starfire (pas la Tiger Cub). |
| T100C Trophy                    | 500 cm3               | 1966 - 1972            | Carburateur simple. Modèle export pour les États-Unis |
| TR6 Trophy                      | 650 cm3               | 1956 - 1968            | |
| TR6C Trophy                     | 650 cm3               |                        | La « C » est le modèle « Compétition ». Échappements hauts sur le côté gauche. Fréquemment appelé traîneau du désert lorsqu'il était utilisé pour la course dans l'ouest des États-Unis. Rapports de démultiplication abaissés. |
| TR6R Tiger                      | 650 cm3               | 1969 - 1972            | R est le modèle « Route ». La Trophy a été renommé Tiger pour le carburateur simple de 650 cm3, par opposition au carburateur double de la Bonneville (TR120) de 650 cm3                                                        |
| TR7V Tiger                      | 750 cm3               | jusqu'à 1978           | Presque identique à la T140; différencié de la Tiger a simple carburateur (par opposition à la version double carburateur). Les autres différences sont cosmétiques. Le « V » identifie la boîte de vitesses à cinq rapports    |
| Terrier                         | 150 cm3               |                        | |
| Tiger Cub                       | 200 cm3               | 1954 - 1968            | Monocylindre basé sur la Terrier |
| T120 Bonneville                 | 650 cm3               |                        | Directement dérivée de la Tiger 110. Double Carburateur |
| Thruxton Bonneville             |                       | Construite en mai 1965 | Racer de production (52 machines construites au total) |
| T140 Bonneville                 | 750 cm3               | 1973 - 1983            | Produit à l'usine Meriden et après sa fermeture brièvement à Devon |
| Tina Scooter (later T 10)       | 100 cm3               | 1962 - 1970            | Re-désigné « T10 » en 1965. |
| Tigress Scooter                 | 175 cm3 2T 250 cm3 4T | 1959 - 1965            | |
| T140W TSS                       | 750 cm3               |                        | Culasse à 8 soupapes |
| T140D Bonneville Special        | 750 cm3               |                        | Style custom |
| T140E                           | 750 cm3               |                        | Contrôle des émissions |
| Triumph T140 TSX                |                       |                        | Style custom |
| TS8-1                           |                       |                        | Prototype de salon avec système anti-vibration et 8 soupapes |
| Bonneville Executive            |                       |                        | Tourer avec ses bagages |
| Triumph TR65 Thunderbird        | 650 cm3               |                        | Dérivé de la T140, moteur à course courte 76 x 71,5 donnant 649 cm3 |
| TR7T Tiger Trail                | 750 cm3               |                        | Style tout-terrain |
| TR65T Tiger Trail               | 650 cm3               |                        | Style tout-terrain avec moteur TR65 |
| T140LE Royal Wedding Bonneville | 750 cm3               | 1981                   | 250 exemplaires commémorent le mariage du prince de Galles |
| T140J Bonneville Silver Jubilee | 750 cm3               | 1977                   | 2 500 exemplaires célèbrent le Jubilé d'argent de la reine Élisabeth II |
| T140AV, TR7AV, TSSAV            |                       |                        | Modèle police anti-vibration |
| TR7VS Tiger Electro             |                       |                        | Démarrage électrique |
| T140ES Bonneville Electro       |                       |                        | Démarrage électrique |
| TR6 Thunderbird                 | 600 cm3               |                        | Prototype de salon style custom |
| Daytona 600                     | 600 cm3               |                        | Prototype de salon |
| TSX8                            |                       |                        | Prototype de salon style custom à 8 soupapes |

### Triples
Pour plus de détails, voir BSA Rocket 3 / Triumph Trident (pour les modèles BSA correspondants, voir la liste des motos BSA)
| Modèle | Années      | Notes                                                  |
| ------ | ----------- | ------------------------------------------------------ |
| T150   | 1969 - 1972 |                                                        |
| T150V  | 1971 - 1974 | Boîte de vitesses à cinq rapports                      |
| X75    | 1973        | La première production de motos custom de Craig Vetter |
| T160   | 1975        |                                                        |

### De 1985 à 1988

Logo 1990

## Triumph Motorcycles Limited
Connu sous le nom de Hinckley, époque Leicestershire, depuis 1990.
| Modèle                    | Moteur                  | Années                               | Notes |
| ------------------------- | ----------------------- | ------------------------------------ | --- |
| Daytona 750               | 748 cm3                 | 1990 - 1992                          | 3-cylindres à course courte adaptée (900 à longue course). Destiné au marché des super sports mais plutôt tourer sportif. Seulement 240 exemplaires fabriqués qui sont maintenant des collectors. |
| Daytona 1000              | 998 cm3                 | 1990 - 1992                          | Moto de sport utilisant la version à quatre cylindres du moteur 750 Daytona/Trident course courte |
| Trophy 900                | 885 cm3                 | 1990 - 2002                          | À partir de 1995 reçoit un carénage entièrement nouveau (et beaucoup plus large) conçu par John Mockett, des sacoches de taille standard et un nouveau système d'échappement avec silencieux bas afin de permettre un ajustement parfait des bagages. |
| Trophy 1200               | 1 180 cm3               | 1990 - 2004                          | À l’origine moto de tourisme sportive de 141 ch, utilisant la version 4-cylindres longue course du moteur modulaire. À partir de 1995 reçoit le carénage entièrement nouveau (et beaucoup plus large) conçu par John Mockett, des sacoches de taille standard et un nouveau système d'échappement avec silencieux bas afin de permettre un ajustement parfait des sacoches. Le moteur a retrouvé 108 ch avec un couple amélioré. |
| Trophy SE                 | 1 215 cm3               | 2013 -                               | Moto de tourisme complète partageant son tout nouveau 3-cylindres 1215 (et son arbre) avec la Tiger Explorer (de style trail). Initialement vendue sous forme de Trophy de base et de SE (la version de base n'a jamais été disponible aux États-Unis), seule la SE est actuellement répertoriée. |
| Trident 750               | 748 cm3                 |                                      | Version sans carénage 3-cylindres à course courte. |
| Trident 900               | 885 cm3                 |                                      | Version sans carénage 3-cylindres à course longue. |
| Trident Sprint 900        | 885 cm3                 |                                      | Trident standard, équipé d'un demi-carénage à double phare. |
| Sprint 900                | 885 cm3                 |                                      | Comme ci-dessus, mais comme le modèle est mieux connu, Triumph décide de supprimer Trident du nom. Facelifted en 1995 pour inclure de nouveaux panneaux latéraux et le feu arrière (exclusif au Sprint, à l'époque). |
| Sprint 900 Sport          | 885 cm3                 |                                      | Sprint avec suspension améliorée, cale pieds et échappements plus élevés (tous issus de la Speed Triple actuelle) et barres inférieures (prise depuis le début de la Trophy). Probablement le meilleur mélange de toutes les pièces de la gamme modulaire initiale de Hinckley Triumphs. |
| Sprint 900 Executive      | 885 cm3                 |                                      | Sprint avec sacoches, échappements et supports de repose-pieds repris de la Triumph Trophy après 1995. |
| Daytona 900               | 885 cm3                 | 1992 - 1997                          | Combinaison de la Daytona 750 originale avec le moteur à course longue 900 et une position de conduite légèrement plus confortable. Trop lourde et volumineuse pour être une vraie moto de sport, mais charismatique et robuste qui en fait un tourer pour haute vitesse et longues distances. |
| Daytona 900 Super III     | 885 cm3                 | 1994 - 1996                          | 900 Daytona standard avec un moteur modifié par Cosworth produisant 115 ch, équipée de quelques éléments en fibre de carbone. La Daytona sur laquelle elle était basée n’a jamais été une vraie moto de sport, trop lourde pour rivaliser avec les véritables motos de sport. La Super III était une tentative de diminuer le poids et augmenter la puissance, mais combinée à un prix très élevé, cela ne faisait que souligner que c’était un pas de trop pour la conception modulaire originale. Celles-ci sont devenus des moto de collection. |
| Daytona 1200              | 1 180 cm3               | 1992 - 1999                          | Sports Tourer 4 cyl. de 147 ch. Bien qu'interrompu en 1996, elle a été relancée comme une édition spéciale en 1998. Seules 250 machines numérotées individuellement ont été produites (le numéro est indiqué sur une plaque spécialement gravée sur la poupe). Elle comportait des freins à disque à six pistons (de la Super III), de la peinture noire avec lettrage et des jantes or. Une des plaques spéciales ayant été endommagée en production, une autre fut commandée et porte l’erreur « Numéro 251 ». |
| Thunderbird 900           | 885 cm3                 | 1995 - 2004                          | La première tentative de Triumph de faire revivre une moto de style classique basée sur son héritage, en utilisant la plate-forme modulaire originale. Moto dotée de pneus avant de 18" et de 16" à l’arrière, le moteur 885 a été réglé à 70 ch avec un meilleur couple à bas régime. Boite cinq vitesses jusqu'au numéro de moteur 71843, puis six vitesses ensuite. |
| Adventurer 900            | 885 cm3                 | 1996 - 2000                          | Thunderbird avec un pneu avant plus large de 19", ainsi qu'un garde-boue arrière à queue en queue similaire à une mot de ballade. La première tentative de Triumph de créer un cruiser avec une plate-forme modulaire. Toutes les moto à partir du moteur numéro 71843 sont à six vitesses. |
| Thunderbird Sport 900     | 885 cm3                 | 1997 - 2000 2003 - 2004              | Thunderbird avec des pneus 17" plus larges, plus un moteur probablement amélioré (la seule différence visuelle est le système d'échappement). Suspensions et freins sont améliorés grâce à la configuration double disque. Toutes les motos sont équipées d'une boîte à 6 vitesses et délivrent 82 ch. |
| Daytona T595              | 955 cm3                 | 1997-1999                            | La première véritable moto de sport de la nouvelle Hinckley Triumph. Utilisant un moteur très faiblement basé sur le moteur tricylindre à longue course, il était beaucoup plus léger, plus puissant et utilisait un cadre périmétrique en alliage unique permettant un centre de gravité bas et une vraie tenue de route de moto de sport nécessaire pour rivaliser sur ce marché. Elle disposait également d’un bras oscillant en alliage très similaire à celui de la Ducati 916. Les première motos de série étaient dotés d’un cadre en alliage poli, mais ces exemplaires ont rapidement acquis la réputation d’une soudure catastrophique du rail menant à la poupe. Les cadres ont été rapidement modifiés avec une soudure beaucoup plus grande sur le tube supérieur, et n'ont jamais été livrés polis de nouveau, revenant à une finition avec peinture argent/gris. |
| Daytona 955i              | 955 cm3                 | 1999 - 2006                          | La T595 a été renommée 955 car on la considérait trop souvent comme une moto de 600 cm3. Elle a progressivement évolué avec une nouvelle carrosserie et une cartographie moteur améliorée. Elle a perdu le bras oscillant unilatéral à un moment donné, pour revenir environ un an plus tard. Le modèle a finalement été abandonné et n'a jamais été remplacé car l'usine estimait que le niveau élevé d'investissement nécessaire pour rester compétitif sur le marché des grosses motos de sport n'était pas justifié. Aussi « CE » (Centennial Edition) édition du centenaire, version 2002 |
| Daytona 600               | 599 cm3                 | 2002 - 2004                          | |
| Daytona 650               | 646 cm3                 | 2005 - 2006                          | Version à course plus longue de la Daytona 600 |
| Daytona 675               | 675 cm3                 | 2006 -                               | Toute nouvelle moto avec nouveau moteur 3-cylindres |
| TT 600                    | 599 cm3                 | 2000 - 2002                          | |
| Scrambler 900             | 865 cm3                 | 2006 -                               | Moto enduro de style street-scrambler, avec système d'échappement haut et manetons calés à 270° sur le moteur Bonneville de 865 cm3. Injection électronique de carburant à partir de 2008MY (UK) 2009MY (ROW) |
| Thruxton 900              | 865 cm3                 | 2004 -                               | Café racer sur base de Bonneville |
| Sprint RS                 | 955 cm3                 | 1999 - 2004                          | |
| Sprint ST                 | 955 cm3 1 050 cm3       | 1999 -                               | 1999 - 2005 : 955 cm3 depuis 2005 : 1 050 cm3 |
| Sprint GT                 | 1 050 cm3               | 2010 -                               | 3-cylindres en ligne à DACT, 12 soupapes, DACT, refroidi par liquide, puissance de 128 ch à 9 200 tr/min et couple de 108 N m à 6 300 tr/min. ABS. Bleu Pacifique, Aluminium Argent et Noir Fantôme. |
| Legend TT                 | 885 cm3                 | 1998 - 2000                          | |
| Speedmaster               | 790 cm3                 | 2003 - 2004                          | Cruiser basé sur la Bonneville, le vilebrequin est calé à 270° au lieu de 360° |
| Speedmaster 900           | 865 cm3                 | 2005 -                               | Cruiser basé sur la Bonneville T100, le vilebrequin est calé à 270° au lieu de 360° |
| Adventurer                | 885 cm3                 | 1996 - 2001                          | Thunderbird 900 restylée |
| Bonneville America        | 790 cm3 865 cm3         | 2002 -                               | 2002 - 2006 : 790 cm32007 - : 865 cm3 2008 injection électronique |
| Rocket III Standard       | 2 294 cm3               | 2005 - 2009                          | Touring Cruiser longue distance |
| Rocket III Classic        | 2 294 cm3               | 2006 - 2009                          | Version avec un peu plus de confort et d'agrément. De série, on trouve un grand guidon, une selle large et confortable aussi bien pour le conducteur que pour le passager, des commandes avancées façon Harley-Davidson et une peinture bi-ton. |
| Rocket III Touring        | 2 294 cm3               | 2008 - 2017                          | Bagages rigides et équipement standard. Moins puissante mais avec plus de couple que le modèle standard |
| Rocket III Roadster       | 2 294 cm3               | 2010 - 2017                          | Fin 2009, remplace les versions Standard et Classic |
| Rocket III                | 2 458 cm3               | 2019 -                               | Remplace l'ancienne Rocket III dont la production fut stoppée à cause de la norme Euro 4 sur les motos. Elle est maintenant plus orientée vers la sportivité, elle est disponible dans ses versions R et GT. |
| Rocket III TFC            | 2 458 cm3               | 2019                                 | Produite à 750 exemplaires, il s'agit de la version la plus poussée de la Rocket III, développant 182 ch. |
| Bonneville 790            | 790 cm3 865 cm3         | 2001 - 2007 : 790 cm3 2007 : 865 cm3 | Après dix ans de production de motos autour d’un moteur moderne, Triumph a finalement cédé au besoin de construire une véritable version moderne de la classique Bonneville. Utilisant un moteur bicylindre en ligne refroidi par air et par huile à contrepoids, il conjugue l'aspect de la version originale des années 1960 avec la réglementation en vigueur en matière de bruit et d'émissions. En 2002, Triumph a présenté un modèle en édition limitée pour célébrer le 50e anniversaire du couronnement de la reine Elizabeth. Ces motos de collection ont été surnommées les Golden Jubilee et comportaient une peinture et un insigne exclusifs. |
| Bonneville Bobber         | 1 200 cm3               | 2017 -                               | La Bonneville Bobber est un nouveau modèle Bonneville introduit pour l'année modèle 2017. Il s'agit d'une version légèrement modifiée du même moteur de 1 200 cm3 introduit dans la Bonneville T120 en 2016, avec un peu moins de puissance mais plus de couple. |
| Bonneville T100           | 790 cm3 865 cm3 900 cm3 | 2002 -                               | 2002 - 2005 : 790 cm32006 : 865 cm3 2008 : l'injection remplace les carburateurs 2017 : bicylindre en ligne 900 cm3 à 270° refroidi par liquide, 8 soupapes, SOHC |
| Bonneville T120           | 1 200 cm3               | 2016 -                               | Pour 2016 : tout nouveau twin parallèle SOHC 1 200 cm3 270° 8 soupapes, à refroidissement liquide |
| Bonneville Street Twin    | 900 cm3                 | 2016 -                               | Fin 2018 Triumph présente une version améliorée de la Street Twin. Le moteur est toujours le 900 cm3 mais celui-ci développe désormais 65 ch à 7 500 tr/min. Le couple reste identique avec 80 N m. Cette nouvelle version voit par ailleurs son équipement amélioré avec notamment un nouveau frein à disque Brembo à quatre pistons de 310 mm à l'avant et une nouvelle fourche à cartouche. Par ailleurs, quelques détails de finition sont améliorés par rapport à la version précédente, comme une selle légèrement plus épaisse. La boite de vitesses est identique avec ses cinq rapports. |
| Speed Twin                | 1 200 cm3               | 2019 -                               | Reprenant une désignation historique au sein de la marque, ce roadster à l'apparence classique embarque le bicylindre 1 200 cm3 High Power des Thruxton. |
| Speed Triple 750          | 748 cm3                 |                                      | Speed Triple économique avec moteur 750 Trident, uniquement en production pendant une très courte période. Utilisant des composants identiques à la version 900, le seul moyen de différencier ce modèle est la roue arrière de plus grand diamètre (18"), avec six rayons au lieu de trois. |
| Speed Triple 900 T301     | 885 cm3                 | 1994 - 1997                          | La tentative très réussie de Triumph sur une moto streetfighter, similaire à la façon dont les propriétaires dénudent les motos de sport modernes. Il s’agit essentiellement d’une Daytona 900 sans carénage, équipée d’une seule lampe ronde et d’un combiné instrument classique. Vendus à l'origine avec une boîte de vitesses à cinq rapports, les versions ultérieures avaient la même boite à six rapports que la 900 Daytona. Un succès retentissant et sa propre série de courses. Toujours aussi lourde et pas une vraie moto de sport, mais l’un des motos les plus charismatiques de la décennie. Presque toujours vendu en noir, l'orange étant rare et le jaune extrêmement rare. |
| Speed Triple T509         | 885 cm3                 | 1997 - 1999                          | Remplacement de la 900 Speed Triple d’origine en utilisant logiquement le cadre, le moteur (bien qu’à l’origine en 885 au lieu de 955 cm3) et une grande partie des organes de roulement de la nouvelle moto de sport T595. Encore une fois pas de carénage, bien que cette fois-ci il y ait deux phares en chrome chromés pour suivre la ligne Street Fighter, plutôt que l'apparence précédente café racer. Bien plus léger et maniable que le précédent modèle 900 Speed Triple, il était tout aussi performant, même si l’apparence du nouveau moteur était probablement mieux à même de se dissimuler derrière un carénage. |
| Speed Triple 955i         | 955 cm3                 | 1999 - 2005                          | |
| Speed Triple 1050         | 1 050 cm3               | 2005 -                               | |
| Street Triple 675 et R    | 675 cm3                 | 2008 - 2016                          | Speed Triple réalésé, basé sur le châssis Daytona 675 |
| Street Triple 765 R et RS | 765 cm3                 | 2017 -                               | |
| Street Triple 660 S       | 660 cm3                 | 2017 -                               | Version réalésée de la 675 avec une version éligible au permis A2 |
| Speed Four                | 599 cm3                 | 2002 - 2005                          | TT 600 épurée avec moteur retravaillé |
| Tiger 900                 | 885 cm3                 | 1993 - 1998                          | Dual sport avec un style de course de désert |
| Tiger                     | 885 cm3                 | 1999 - 2001                          | Modèle revu avec moteur à injection basé sur la T509 Speed Triple |
| Tiger 955i                | 955 cm3                 | 2001 - 2006                          | Cylindrée augmentée à 955 cm3, modifications progressivement apportées jusqu'à la fin de la production en 2006 |
| Tiger 1050                | 1 050 cm3               | 2007 -                               | |
| Tiger 800                 | 800 cm3                 | 2011 -                               | Tout nouveau Tiger plus petit avec un moteur basé en partie sur le moteur existant de 675 cm3 utilisé dans les Daytona 675 et Street Triple ; également équipé de roues en fonte, 19" à l'avant et 17" à l'arrière |
| Tiger 800 XC              | 800 cm3                 | 2011 -                               | Présentée simultanément avec la Tiger 800, plus orientée route, le modèle XC a une suspension améliorée et des roues à rayons en 21" à l'avant et 17" à l'arrière pour une performance tout-terrain améliorée |
| Triumph Thunderbird       | 1 600 cm3 1 700 cm3     | 2009                                 | 85 ch (1600) et 97 ch (1700). Bicylindre en ligne, cruiser à courroie |
| Trident                   | 660 cm3                 | 2021-                                | Roadster trois cylindres d'entrée de gamme dévoilée en 2020. Commercialisée en février 2021 |